# Filippo Smaldone
Filippo Smaldone (27. července 1848 Neapol – 4. června 1923 Lecce) byl italský římskokatolický kněz, zakladatel kongregace Salesiánských sester Nejsvětějších Srdcí. Katolická církev jej uctívá jako světce.

## Život

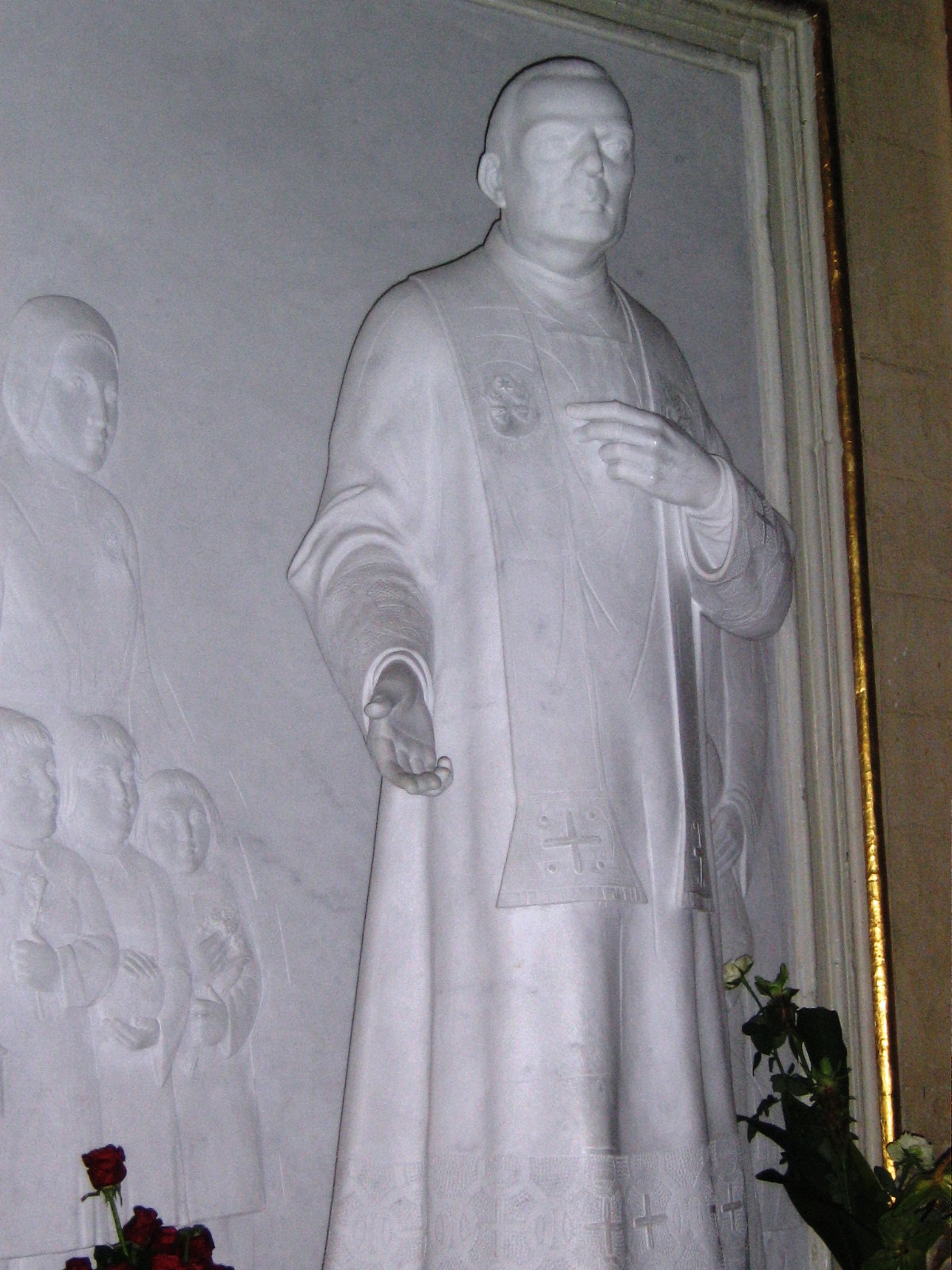
Jeho socha v katedrále Nanebevzetí Panny Marie v Lecce

Narodil se dne 27. července 1848 ve čtvrti Borgo Loreto v Neapoli jako první ze sedmi dětí Antoniu Smaldoneovi a Marii Concettě De Luca. Roku 1858 přijal své první svaté přijímání a roku 1862 svátost biřmování.
Cítil povolání ke kněžství. Kvůli špatné politické situaci v Neapoli nastoupil na formaci se svolením neapolského arcibiskupa a kardinála Sistoa Riaria Sforzy, který byl tou dobou v exilu, v arcidiecézi Rossano-Cariati. Absolvoval zde také teologická a filosofická studia. Dne 31. července 1870 přijal podjáhenské svěcení a dne 27. března 1871 byl vysvěcen na jáhna. Kněžské svěcení přijal dne 23. září 1871. Roku 1876 se vrátil do Neapole.
Během svého působení pomáhal potřebným. Roku 1884 málem podlehl choleře. Dne 25. března 1885 založil ženskou řeholní kongregaci Salesiánských sester Nejsvětějších Srdcí, jejíž členky mají za své poslání zvláště péči a výuku katechizmu hluchoněmých, čímž se také sám po celý život zabýval. Jim založená kongregace se rychle rozrostla o nové členky i řeholní domy. Organizoval také domy pro hluchoněmé. Začal působit v arcidiecézi Lecce, kde byl jmenován kanovníkem při katedrále Nanebevzetí Panny Marie v Lecce.
Zemřel dne 4. června 1923 ve 21:00 v Lecce na komplikace spojené s cukrovkou v kombinaci se srdečními obtížemi. Od roku 1942 jsou jeho ostatky uchovávány v kostele Matky Boží při mateřském domě jím založené kongregace v Lecce.

## Úcta
Dne 11. července 1995 jej papež sv. Jan Pavel II. podepsáním dekretu o jeho hrdinských ctnostech prohlásil za ctihodného. Dne 12. ledna 1996 byl uznán první zázrak na jeho přímluvu, potřebný pro jeho blahořečení.
Blahořečen pak byl dne 12. května 1996 na Svatopetrském náměstí papežem sv. Janem Pavlem II. Dne 28. dubna 2006 byl uznán druhý zázrak na jeho přímluvu, potřebný pro jeho svatořečení. Svatořečen pak byl dne 15. října 2006 na Svatopetrském náměstí papežem Benediktem XVI.
Jeho památka je připomínána 4. června. Bývá zobrazován v kněžském oděvu. Je patronem jím založené kongregace a hluchoněmých.